# D-グルタミン酸オキシダーゼ
D-グルタミン酸オキシダーゼ(D-glutamate oxidase)は、グルタミンおよびグルタミン酸代謝酵素の一つで、次の化学反応を触媒する酸化還元酵素である。
D-グルタミン酸 + H2O + O2 {\displaystyle \rightleftharpoons } 2-オキソグルタル酸 + NH3 + H2O2
反応式の通り、この酵素の基質はD-グルタミン酸とH2OとO2、生成物は2-オキソグルタル酸とNH3とH2O2である。
組織名はD-glutamate:oxygen oxidoreductase (deaminating)で、別名にD-glutamic oxidase, D-glutamic acid oxidaseがある。